# Typhloscaris macrodus
Typhloscaris macrodus is een keversoort uit de familie loopkevers (Carabidae). De wetenschappelijke naam van de soort is voor het eerst geldig gepubliceerd in 1914 door Kuntzen.